# مدارس دیم

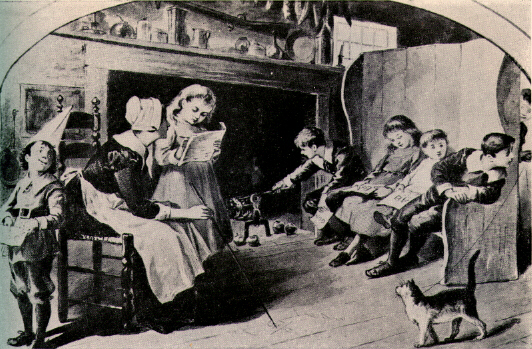
نگاره‌ای از مدرسهٔ‌دیم در انگلستان

مدارس دیم مدارس کوچک و خصوصی برای کودکان خردسال بود که در اوایل دوره مدرن در جزایر انگلیس و مستعمرات آن پدید آمدند. این مدارس توسط «دام مدرسه»، یک زن محلی تدریس می‌شد که با پرداخت هزینه ای اندک، کودکان را آموزش می‌داد. مدارس دیم بسیار محلی بودند و به‌طور معمول می‌توان آنها را در سطح شهر یا منطقه پیدا کرد.
در مدارس دیم از کودکان انتظار می‌رفت که خواندن و حساب را یاد بگیرند و گاهی اوقات نیز به‌طور مکتوب آموزش می‌بینند. دختران اغلب در کارهای دستی مانند بافندگی و خیاطی آموزش می‌دیدند. مدارس دیم از قرن شانزدهم تا اواسط قرن نوزدهم، زمانی که تحصیلات اجباری در انگلیس آغاز شد، ادامه یافت. از بسیاری جهات، مدارس دیم پیشگام مهد کودک و مدارس ابتدایی امروزی بودند.

## انگلیس

### مدارسقرن هفدهمو هجدهم
منشأ دقیق مدارس دیم مشخص نیست. به نظر می‌رسد که آنها به‌طور طبیعی از تقاضای آموزش در دسترس در اوایل کودکی و نیاز به مراقبت از کودکان ارزان و راحت توسط طبقه کارگر تکامل یافته‌اند. در بسیاری از موارد، مدارس دیم در خانه خود معلم برگزار می‌شد و معلم در خانه خود به بچه‌ها آموزش می‌داد. مدرسه در هر جا که تقاضا وجود داشت و مدارک تحصیلی آنها پذیرفته می‌شد، با گروه‌های کوچکی از کودکان کار برجا می‌شد. مدارس دیم به هیچ وجه با یکدیگر پیوند نداشتند. در عوض، آنها توسط زنان مستقل در مناطق محلی خود اداره می‌شدند. بسیاری از معلمان مدارس معروف یا بیوه و اسپینستر طبقه متوسط میانه‌رو بودند یا زنان جوان و مجردی که به درآمد اضافی نیاز داشتند در این مدارس کار می‌کردند. در بعضی شرایط اگرچه این امر غیرمعمول بود، مدارس دیم توسط مردان تدریس می‌شد.
مدارس دیم معمولاً فقط چند شیلینگ (واحد پول) برای شهریه دانش آموزان خود می‌گرفتند. به عنوان مثال، دیم سیمراز دارلینگتون، دورهام ثبت شده که هر سال چهار شیلینگ دریافت می‌کرده‌است. در اواسط قرن هفدهم، دو شیلینگ تقریباً برابر با دستمزد دو روز یک تاجر ماهر است و یک قرص نان تقریباً نه شیلینگ قیمت داشت. این زمینه حاکی از آن است که معلمان مدارس دیم بر خلاف تلاشهایشان بسیار اندک دریافت می‌کردند و مجبور بودند به بسیاری از دانش آموزان آموزش دهند تا بتوانند درآمد زندگی خود را تأمین کنند.

### دانش آموزان شناخته شده مدارس دیم
- ویلیام وردزورث: در مدرسه خانمها در پنریث، کامبریا زیر نظر معلم خانم آن بیرکت، تحصیل کرد. در آنجا بود که با همسرش مری هاچینسون ملاقات کرد. وی دربارهٔ تجربه مدرسه دیم خود گفت: "مدرسه دیم قدیمی تأثیری در ایجاد متکلمان یا منطق دانان نداشت، اما او غالباً بدون تردید خواندن را تعلیم داده و حافظه را تمرین می‌کرد. اما هنوز بخش‌ها در حال بهبود یافتن هستند. شاید چیزی که او توضیح داد و فهم بقیه چیزها را به والدین و استادان سپرد.
- جان کیتس: در یک مدرسه دیم در لندن تحصیل کرد.
- الیور گلداسمیت: نامه‌های خود را از خانم دلاپ در مدرسه دیم آموخت.
- چارلز دیکنز: در مدرسه ای که یک معشوقه در روم لین در چاتم کنت تأسیس کرده بود، تحصیل کرد. پیپ، قهرمان اصلی دیکنز در رمان خود، «انتظارات بزرگ»، در یک مدرسه دیم که توسط خاله بزرگ آقای ووپس تدریس می‌شود تحصیل می‌کند، که تقریباً کاملاً بی فایده توصیف شده‌است.
- ویلیام شنستون: کتاب مدرسه، یک شعر را بر اساس تجربه خود در یک مدرسه دیم نوشت.
- جورج کراب: شعر خود را بر اساس تجربه خود در یک مدرسه دیم در جلد اول شعر خود نوشت.